# اوکلند، شهرستان لاودردیل، آلاباما
اوکلند (به انگلیسی: Oakland) یک منطقهٔ مسکونی در ایالات متحده آمریکا است که در شهرستان لاودردیل، آلاباما واقع شده‌است. اوکلند ۱۶۸٫۸۶ متر بالاتر از سطح دریا واقع شده‌است.